# Johan Löfstedt
Karl Johan Löfstedt född 6 februari 1975 i Vadstena, är en svensk regissör, filmproducent, klippare och ljudtekniker.

## Biografi
Johan Löfstedt studerade vid Stockholms filmskola 1996. Han har gjort flera filmer där han på olika sätt blandar dokumentärt material för att skapa sin fiktion. Mockumentären Konspiration 58 var upplagd som en dokumentär om en för filmen påhittad konspirationsteori att fotbolls-VM 1958 i Sverige aldrig hade spelats och blandade riktiga klipp från tiden med låtsade intervjuer, offentliga möten och uppdiktade demonstrationer.
I filmen Kometen klippte han ihop en amatörfilmares material från 1960-talet så att de verkade beskriva de sista timmarna innan en komet utplånade Stockholm och invånarna.
I sin första långfilm, Småstad - konsten att leva innan vi dör regisserade han sin morfar, morbror och dennes systrar i verklighetsnära situationer och blandade materialet med familjernas egna filmmaterial från uppväxten, ungdomen och det egna familjeskapandet för att skapa sin berättelse.

## Regi
- 1998 - Innan det fortsätter
- 2002 - Konspiration 58
- 2004 - Kometen
- 2007 - Punkspark
- 2008 - Ostindiefararen – Till Kina och hem igen
- 2017 - Småstad - konsten att leva innan vi dör

## Producent
- 1998 - Innan det fortsätter
- 2002 - Konspiration 58
- 2017 - Himlens mörkrum